# Uleothyrium amazonicum
Uleothyrium amazonicum är en svampart som beskrevs av Petr. 1929. Uleothyrium amazonicum ingår i släktet Uleothyrium och familjen Asterinaceae.   Inga underarter finns listade i Catalogue of Life.